# Eesveen
Eesveen est un village dans la commune néerlandaise de Steenwijkerland, dans la province d'Overijssel. Le 1er janvier 2006, le village comptait 370 habitants.